# کامیلو دللیس
کامیلو دللیس (به انگلیسی: Camillus de Lellis) ٬( ۲۵ مهٔ ۱۵۵۰ – ۱۴ ژوئیهٔ ۱۶۱۴) قدیس مسیحی بود. 
او پسر یک افسر بود که در هر دو ارتش ناپولیت و فرانسه خدمت کرده بود. مادرش وقتی کودک بود، فوت کرد.او در دوران رشد کودکی اش کاملاً نادیده گرفته شده بود . زمانی که هنوز یک جوان بود، او به عنوان سربازی در خدمت ونیز و بعد از آن در ناپل به سر می برد.